# Regeringen Anker Jørgensen II
Regeringen Anker Jørgensen II var Danmarks regering från 13 februari 1975 till 30 augusti 1978. Den bestod av ministrar från Socialdemokraterne.
| Ämbete                                                        | Minister | Minister            | Period                              |
| ------------------------------------------------------------- | -------- | ------------------- | ----------------------------------- |
| Statsminister                                                 |          | Anker Jørgensen     | 13 februari 1975 - 30 augusti 1978  |
| Utrikesminister                                               |          | K.B. Andersen       | 13 februari 1975 - 1 juli 1978      |
| Utrikesminister                                               |          | Anker Jørgensen     | 1 juli 1978 - 30 augusti 1978       |
| Finansminister                                                |          | Knud Heinesen       | 13 februari 1975 - 1 juli 1978      |
| Ekonomiminister                                               |          | Per Hækkerup        | 13 februari 1975 - 1 juli 1978      |
| Minister för nordiskt samarbete & Minister för utrikesekonomi |          | Ivar Nørgaard       | 13 februari 1975 - 26 februari 1977 |
| Försvarsminister                                              |          | Orla Møller         | 13 februari 1975 - 1 oktober 1977   |
| Försvarsminister                                              |          | Poul Søgaard        | 1 oktober 1977 - 30 augusti 1978    |
| Undervisningsminister                                         |          | Ritt Bjerregaard    | 13 februari 1975 - 30 augusti 1978  |
| Justitieminister                                              |          | Orla Møller         | 13 februari 1975 - 1 oktober 1977   |
| Justitieminister                                              |          | Erling Jensen       | 1 oktober 1977 - 30 augusti 1978    |
| Inrikesminister                                               |          | Egon Jensen         | 13 februari 1975 - 30 augusti 1978  |
| Jordbruksminister                                             |          | Poul Dalsager       | 13 februari 1975 - 30 augusti 1978  |
| Kyrkominister & Minister för Grönland                         |          | Jørgen Peder Hansen | 13 februari 1975 - 30 augusti 1978  |
| Bostadsminister                                               |          | Helge Nielsen       | 13 februari 1975 - 26 januari 1977  |
| Bostadsminister                                               |          | Svend Jakobsen      | 26 januari 1977 - 26 februari 1977  |
| Bostadsminister                                               |          | Ove Hove            | 26 februari 1977 - 30 augusti 1978  |
| Fiskeriminister                                               |          | Poul Dalsager       | 13 februari 1975 - 26 februari 1977 |
| Fiskeriminister                                               |          | Svend Jakobsen      | 26 februari 1977 - 30 augusti 1978  |
| Arbetsminister                                                |          | Erling Dinesen      | 13 februari 1975 - 6 september 1976 |
| Arbetsminister                                                |          | Erling Jensen       | 6 september 1976 - 1 oktober 1977   |
| Arbetsminister                                                |          | Svend Auken         | 1 oktober 1977 - 30 augusti 1978    |
| Handelsminister                                               |          | Erling Jensen       | 13 februari 1975 - 8 september 1976 |
| Handelsminister                                               |          | Per Hækkerup        | 8 september 1976 - 26 februari 1977 |
| Handelsminister                                               |          | Ivar Nørgaard       | 26 februari 1977 - 30 augusti 1978  |
| Skatteminister                                                |          | Svend Jakobsen      | 13 februari 1975 - 26 februari 1977 |
| Skatteminister                                                |          | Jens Kampmann       | 26 februari 1977 - 30 augusti 1978  |
| Minister utan portfölj för utrikespolitiska frågor            |          | Lise Østergaard     | 26 februari 1977 - 30 augusti 1978  |
| Minister för offentliga arbeten                               |          | Niels Matthiasen    | 13 februari 1975 - 26 februari 1977 |
| Minister för offentliga arbeten                               |          | Kjeld Olesen        | 26 februari 1977 - 30 augusti 1978  |
| Socialminister                                                |          | Eva Gredal          | 13 februari 1975 - 30 augusti 1978  |
| Kulturminister                                                |          | Niels Matthiasen    | 13 februari 1975 - 30 augusti 1978  |
| Miljöminister                                                 |          | Helge Nielsen       | 13 februari 1975 - 26 januari 1977  |
| Miljöminister                                                 |          | Svend Jakobsen      | 26 januari 1977 - 26 februari 1977  |
| Miljöminister                                                 |          | Niels Matthiasen    | 26 februari 1977 - 30 augusti 1978  |